# Nanophyes marmoratus
Nanophyes marmoratus é uma espécie de insetos coleópteros polífagos pertencente à família Nanophyidae.
A autoridade científica da espécie é Goeze, tendo sido descrita no ano de 1777.
Trata-se de uma espécie presente no território português.